# Pierre Francastel
Pierre Francastel (París, 8 de juny de 1900 - París, 2 de gener de 1970), va ser un historiador i crític d'art francès. Va ser una figura important en la història de l'art al segle xx, considerat un dels fundadors de la sociologia de l'art.

## Biografia
Pierre Francastel, l'únic fill d'Albert Francastel, publicista, i Isabella Terlinden, prové d'una família d'artistes i periodistes, i la seva mare d'una família de noblesa belga. Va passar la major part de la seva infància a Versalles. Va patir la pòlio quan era un adolescent i li van quedar seqüeles per la resta de la seva vida.
En paral·lel als seus estudis de literatura clàssica en La Sorbona, es va unir al servei d'arquitectura del Chateau de Versailles el 1925. Va realitzar la seva tesi doctoral el 1930 sobre l'escultura de domini reial de Versalles. També va ser columnista en diverses revistes, com el Journal des débats.
Nomenat a l'Institut Francès de Varsòvia, va ser responsable de les classes d'història de l'art i en la Universitat de Varsòvia es va relacionar amb els historiadors de l'art dels països de l'Est i les seves teories materialistes. També va conèixer la seva dona, Halina Jakubson, una estudiant de l'Institut Francès, que es va convertir en Galienne Francastel. De retorn a França, el 1936, va ser nomenat maître de conférence de la Universitat d'Estrasburg. El 1943, durant la Segona Guerra Mundial, es va refugiar a la muntanya i va participar activament en la Resistència. Va ser nomenat conseller cultural de l'Ambaixada de França a Polònia el 1945, on va organitzar diverses exposicions. El 1948, Lucien Febvre li va assignar el càrrec de director d'estudis en sociologia de les arts plàstiques, en la 6a secció de l'Escola pràctica d'alts estudis que acabava de fundar (que es va convertir posteriorment en l'École des hautes études en sciences sociales, EHESS).

## Les seves teories
Ell es refereix a la seva teoria sota el terme «sociologia històrica comparativa»: per a ell, l'art no és només un pur plaer estètic, sinó una producció social relacionada estretament amb el seu entorn polític, religiós i científic. La història de l'art no només es limita a l'anàlisi de les obres i la seva assignació; també és, sobretot, la comparació de l'obra amb el seu temps i el context de la creació. Probablement és el primer a introduir aquests paradigmes a França, aquesta és la raó per la qual es va apropar als historiadors de l'Escola dels Annales. Va aplicar els seus mètodes al renaixement italià, a l'art francès del segle xix, i a l'art modern. Ell va desenvolupar les seves teories en les seves principals obres que sónArt et Sociologie(Art i Sociologia, 1948) i Peinture et Société(Pintura i Societat, 1951).

## Principals obres
- 1937 : L'Impressionnisme : les origines de la peinture moderne de Monet à Gauguin, Paris, ed. Les Belles lettres, 263 p., reed. Denoël, 1974 ;
- 1942 : L'Humanisme roman : critique des théories sur l'art du XIe siècle en France, Rodez, ed. P. Carrère ;
- 1951 : Peinture et société : naissance et destruction d'un espace plastique de la Renaissance au cubisme, Paris, Lyon, Audin, 302 p., ill. ; reed. Denoël-Gonthier, 1984, 362 p.;
- 1955 : Histoire de la peinture française : la peinture de chevalet du XIV au XX siècle, Paris, Bruxelles, Amsterdam, Elsevier, 2 vol., ill. ; Tome 1 : Du Moyen Âge à la fin du XVIII siècle, XX-197 p. ; Tome 2 : Du classicisme au cubisme, XX-215 p., reed. Paris, Gonthier, 1990, 475 p.;
- 1956 : Art et technique aux XIX et XX siècles, Paris, ed. de Minuit, 308 p., ill. (Coll. L'Homme et la machine, 7) ; reed. Paris, Gallimard, 1968 (Tel) ;
- 1959 : Les architectes célèbres (dir.), Paris, Lucien Mazenod, 2 volums ;
- 1965 : La Réalité figurative : éléments structurels de sociologie de l'art, Paris, ed. Gonthier, 416 p., ill. ; reed. Paris, Denoël-Gonthier, 1978 ;
- 1967 : La Figure et le lieu : l'ordre visuel du Quattrocento, Paris, ed. Gallimard, 362 p., ill. (Bibliothèque des sciences humaines) ; reed. Paris, Denoël-Gallimard, 1980, t. 3, 285 p. ;
- 1968 : Histoire générale de la peinture : t. II : Le Moyen Âge, Paris, ed. Flammarion, 196 p. ;
- 1969 : Le Portrait : 50 siècles d'humanisme en peinture, Paris, Librairie Hachette, 207 p. (en col·laboració de Galienne Francastel)
- 1970 : Études de sociologie de l'art : création picturale et société, Paris, ed. Denoël-Gonthier, 256 p. ; reed. Paris, Gallimard, 1989, 256 p. (Tel) ;